# آداما سوماره
آداما سوماره (انگلیسی: Adama Soumaré؛ زادهٔ ۱۲ مهٔ ۱۹۸۲) بازیکن فوتبال اهل فرانسه است.
از باشگاه‌هایی که در آن بازی کرده‌است می‌توان به باشگاه فوتبال لو آور و باشگاه فوتبال کن اشاره کرد.